# Стив Траоре
Стив Уорън Тиана Шон Ючър Траоре (на френски: Steve Warren Tiana Sean Jucher Traoré) е бенински футболист, който играе на поста дясно крило. Състезател на Локомотив (София).

## Кариера
На 5 юли 2022 г. Траоре е обявен за ново попълнение на старозагорския Берое. Дебютира на 11 юли при победата с 2:1 като домакин на Ботев (Враца), като в мача отбелязва и дебютния си гол за "заралии".Траоре прекрати договора си с Берое на 9 януари 2023 г. и се раздели.
На 19 юли 2023 г. Стив подписва с Локомотив (София). Прави дебюта си на 23 юли при загубата с 2:4 като домакин на Локомотив (Пловдив).